# Kylie Tennant

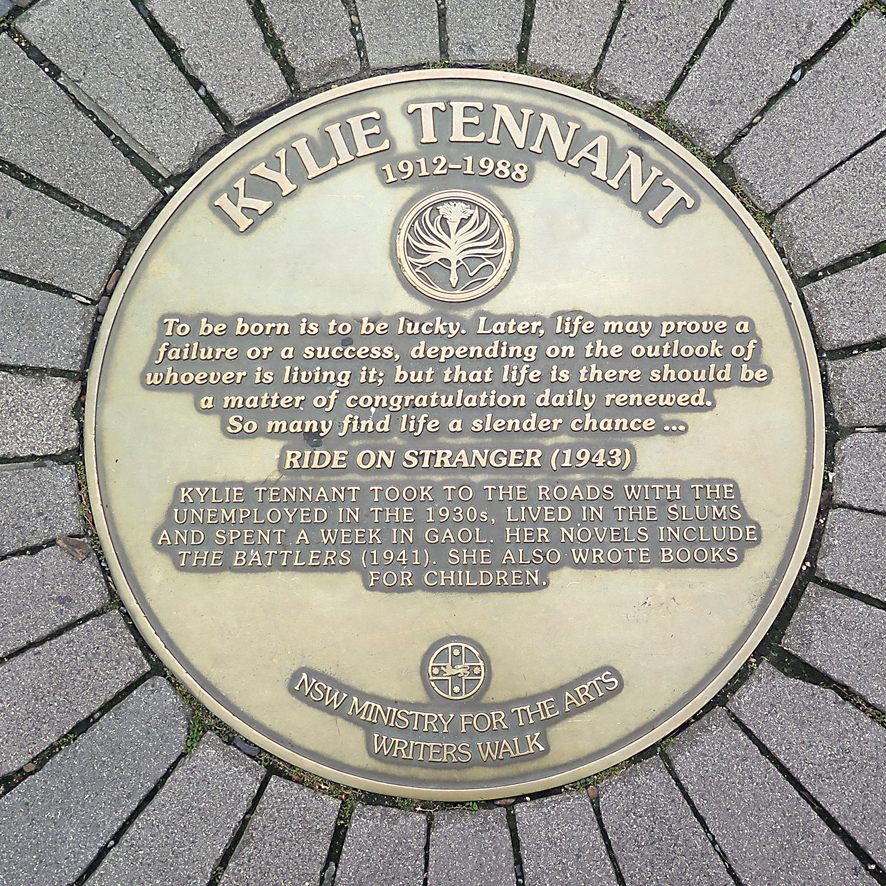
Gedenkplakette für Kylie Tennant auf dem Sydney Writers Walk

Kathleen „Kylie“ Tennant AO (* 12. März 1912 in Manly, New South Wales; † 28. Februar 1988 in Sydney) war eine australische Autorin.

## Biographie

### Werdegang
Kylie Tennant besuchte in Sydney die private Mädchenschule Brighton College. Sie glänzte im Fach Englisch und trat in Schulaufführungen auf. Ab 1931 studierte sie an der Universität Sydney, verließ diese aber nach einem Jahr ohne Abschluss, da sie das Studium nicht finanzieren konnte. Zu dieser Zeit schrieb sie erste Kurzgeschichten und ging zu Recherchezwecken auf längere Wandertouren durch Australien. Sie wurde Zeugin des harten Lebens der Landarbeiter und der Folgen der Weltwirtschaftskrise für die Menschen. Diese Erfahrungen verarbeitete sie in ihrem ersten 1935 erschienenen Buch Tiburon. Der Roman wurde im selben Jahr mit dem S. H. Prior Memorial Prize ausgezeichnet. Auch für The Battlers aus dem Jahr 1941 erhielt sie diese Auszeichnung und zudem die Australian Literature Society Gold Medal. 1939 trug  Kylie Tennant neben weitere Autorinnen wie Dymphna Cusack, Eleanor Dark, Marjorie Barnard und Flora Eldershaw einen Beitrag zu der antifaschistischen Publikation Writers in Defence of Freedom bei, die allerdings wegen des Ausbruchs des Zweiten Weltkriegs nie gedruckt wurde.
Die investigativen Methoden von Kylie Tennant waren ungewöhnlich: So zog sie für einige Zeit in eine Pension in den Slums von Redfern, lebte auf den Straßen von New South Wales unter Arbeitslosen sowie in einer Gemeinschaft von Aborigines und verbrachte eine Woche freiwillig im Gefängnis. Sie schrieb Zeitungsartikel über ihre Erfahrungen und nutzte diese auch als Quelle für ihre Bücher, die alle eine soziale Botschaft hatten, dabei aber humorvoll waren. In ihren Erzählungen war die Grenze zwischen Realität und Fiktion nicht immer klar, was dazu führte, dass 1943 eine Auflage von Ride on Stranger zurückgezogen wurde, nachdem Tennant von jemandem verklagt worden war, der sich in diesem Buch porträtiert glaubte.
1935 war Kylie Tennant kurzzeitig Mitglied der Communist Party of Australia, trat aber nach Streitigkeiten wieder aus, weil sie der Meinung war, dass die Partei den Kontakt zur Arbeiterklasse verloren habe. In späteren Jahren erklärte sie, dass sie wahrscheinlich aus Protest gegen ihren Vater der Partei beigetreten sei: „Wenn mein Vater den Kommunismus verdammte, musste es das Richtige für mich sein.“ Sie und ihr Mann wandten sich dem christlichen Sozialismus zu. 1952 beklagte ein Abgeordneter im australischen Parlament, dass ein Drittel der Begünstigten des Commonwealth Literary Fund Kommunisten seien, darunter Kylie Tennant. Sie gab daraufhin („in a flamboyant gesture“) ihren Zuschuss zurück und forderte den Abgeordneten auf, diesen Vorwurf außerhalb des Parlaments zu wiederholen, damit sie ihn verklagen könne. „Anyone taking the trouble to glance through my books would realise that not only am I no Communist but that I am extremely unpopular with them.“ („Jeder, der sich die Mühe macht, in meinen Büchern zu blättern, würde erkennen, dass ich nicht nur keine Kommunistin bin, sondern dass ich sie [die Kommunisten] stark kritisiere.“)

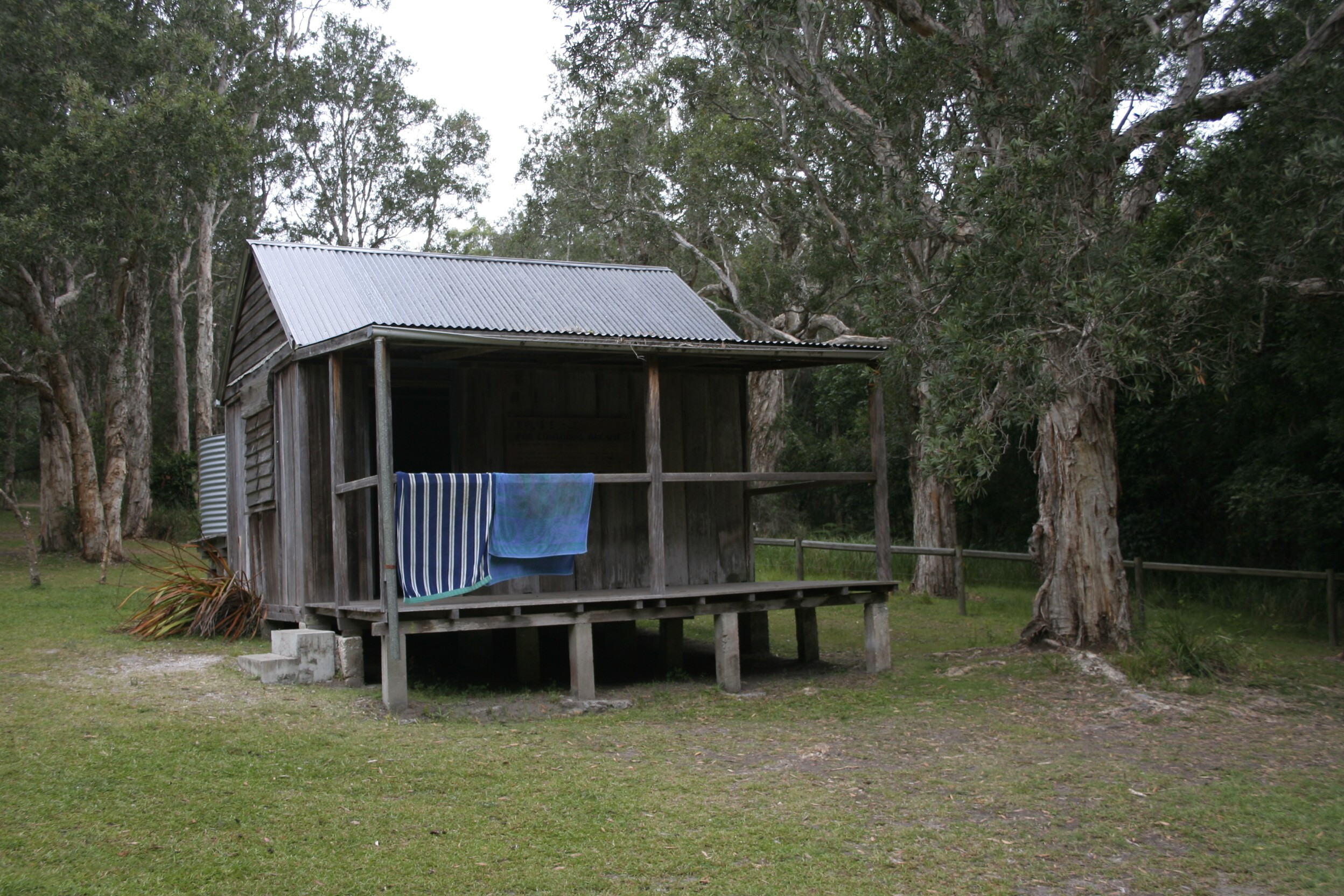
Kylie’s hut im Crowdy-Bay-Nationalpark, 2019 durch Buschbrände zerstört

Während des Zweiten Weltkriegs lebten die Eheleute Rodd in Laurieton, wo Roddy als Schuldirektor arbeitete. Ein Bauer, Ernie Metcalfe, baute für Kylie Tennant eine kleine Holzhütte, damit sie dort ungestört arbeiten konnte. Später verewigte sie Metcalfe und die Umgebung von Crowdy Bay in ihrem Buch The Man on the Headland. 1976 schenkte Tennant Hütte und dazugehöriges Grundstück dem Crowdy Bay National Park. Im November 2019 wurde die Hütte von den verheerenden Buschbränden zerstört.
The Honey Flow (1956) war Tennants achter Roman und vorerst letzter für nahezu drei Jahrzehnte. Die Familie Rodd stand zunehmend unter finanziellem Druck, weshalb sie Tätigkeiten beim Verlag Macmillan sowie beim Sydney Morning Herald übernahm. Darüber hinaus schrieb sie Sachbücher – darunter eine Biographie des australischen Politikers Herbert Vere Evatt –, Bücher und Theaterstücke für Kinder. 1960 gewann sie den Preis des Children's Book Council of Australia für All the Proud Tribesmen. Im selben Jahr wurde sie beratende Herausgeberin der Literaturzeitschrift Overland, im Jahr darauf in den Beirat des Commonwealth Literary Fund berufen.
1980 wurde Kylie Tennant Officer des Order of Australia und erhielt 1987 eine Ehrendoktorwürde der Monash University. 1986 veröffentlichte sie ihre Autobiografie The Missing Heir. Als sie an Krebs erkrankte, veröffentlichte der Sydney Morning Herald ihren Artikel Letter to a friend, in dem sie für das Recht auf einen selbstbestimmten Tod plädierte. Sie starb am 28. Februar 1988 im Alter von 75 Jahren. Ihre sterblichen Überreste wurden eingeäschert und auf dem Gelände ihrer Farm Cliff View Orchard in den Blue Mountains bestattet.
Durch TV-Adaptionen ihrer Romane Ride on Stranger (1979) und The Battlers (1993) wurde Kylie Tennant wieder einem breiteren Publikum bekannt.

### Familiärer Hintergrund
Kylie Tennant war ein Kind von Kathleen Alice, geborene Tolhurst, und von Thomas Walter Tennant, einem Büroangestellten und späteren Geschäftsführer beim Unternehmen Lysaghts. Sie wurde presbyterianisch getauft, wuchs aber unter dem Einfluss der Familie mütterlicherseits auf, die Christian Science anhingen. Ihre Kindheit war von stetigen Streitigkeiten der Eltern geprägt, die sich mehrfach trennten, sowie von ihrem zwiespältigen Verhältnis zum Vater, den sie meist „the Parent“ nannte.
An der Universität lernte Tennant den Mitstudenten Lewis Charles Rodd, genannt Roddy, kennen. Auf einer ihrer Wandertouren, die über 450 Kilometer ging, besuchte sie ihren ehemaligen Kommilitonen, der in Coonabarabran  eine Stelle als Lehrer erhalten hatte. Tennant und Rodd heirateten 1932, wenige Tage nach ihrem Zusammentreffen; sie bekamen eine Tochter (* 1946), Benison, und einen Sohn (* 1951), John Lawrence, genannt Bim. In den ersten Jahren ihrer Ehe kam es häufig zu politischen Konflikten zwischen den Eheleuten, die sehr unterschiedlich in ihren Persönlichkeiten waren, aber sie teilten dieselben Interessen wie Literatur und Sozialpolitik. Rodd tippte und korrigierte die handgeschriebenen Manuskripte seiner Frau, gleichzeitig war er ihr schärfster Kritiker. In einem Interview sagte sie später: „We formed a working and a writing team.“
1961 warf sich Lewis Rodd, nachdem er mehrere Jahre lang unter schweren Depressionen gelitten hatte, vor einen Zug. Er überlebte, verlor aber einen Arm und einen Fuß. 1971 wurde bei Sohn Bim Schizophrenie diagnostiziert, und er war drogenabhängig. Nachdem ihr Ehemann 1975 einen weiteren Zusammenbruch erlitten hatte, zog Kylie Tennant mit ihrer Familie auf die Farm in Blackheath in den Blue Mountains in der Hoffnung, dass das Leben in der Natur Ehemann und Sohn stabilisieren würde. 1978 wurde Bim in ein Krankenhaus eingeliefert, nachdem er – offensichtlich in Folge eines strittigen Drogendeals – zusammengeschlagen und bewusstlos aufgefunden worden war; er starb am 6. März. Lewis Rodd wurde zu Hause von Kylie und Benison Tennant gepflegt und starb im folgenden Jahr an Krebs. Das Buch Tantavallon (1983) war Tennants literarischer Abschied von Roddy und Bim. Der Roman stützte sich auf ihr Wissen über Depressionen und Drogen. Dabei verwandelte sie ihre persönliche Tragödie in eine Komödie. In einem Interview sagte sie: „Humor ist Verteidigung. Einfache Menschen benutzen ihn, wenn sie sich in einer verzweifelten Situation befinden: Sie lachen.“

## Werke (Auswahl)
- Tiburon. Endeavour Press, Sydney 1935 (englisch).
- Foveaux. Gollancz, London 1939 (englisch).
- The Battlers. Gollancz, London 1941 (englisch). – auf Deutsch: Fahrendes Volk. Büchergilde Gutenberg, Zürich 1957.
- Time Enough Later. Macmillan, New York 1942 (englisch).
- Ride on Stranger. Macmillan, New York 1943 (englisch). – auf Deutsch: Zieh weiter Fremdling. Büchergilde Gutenberg, Zürich 1944.
- Lost Haven. Macmillan, New York 1946 (englisch).
- The Joyful Condemned. Macmillan, London 1953 (englisch).
- The Honey Flow. Macmillan, London 1956 (englisch).
- Die Vulkaninsel. Klopp, Berlin 1963.
- Tell Morning This. Angus & Robertson, Sydney 1967 (englisch).
- Evatt: politics and justice. Sydney & London 1970, ISBN 0-207-12051-X.
- The Man on the Headland. Angus & Robertson, Sydney 1971 (englisch).
- Tantavallon. Macmillan, Melbourne 1983, ISBN 0-947072-02-0 (englisch).